# 福岡平野
福岡平野（ふくおかへいや）は、主に福岡県福岡市の中心部から春日市・大野城市・太宰府市にまたがる、御笠川や那珂川、室見川、樋井川などの下流域に形成された平野部のことを指す。